# Antirrhea geryon
Espèce
Antirrhea geryon est une espèce de lépidoptère de la famille des Nymphalidés et du genre Antirrhea.

## Dénomination
Antirrhea geryon a été décrit par Cajetan Freiherr von Felder et Rudolf Felder en 1862.

### Sous-espèces
- Antirrhea geryon geryon présent en Colombie.
- Antirrhea geryon geryonides Weymer, 1909 ; présent en Équateur
- Antirrhea geryon weymeri Salazar, Constantino & López, 1998 ; présent en Colombie[1].

## Description
Antirrhea geryon est un grand papillon aux ailes antérieures à bord externe concave et apex pointu, aux ailes postérieurs en pointe formant une courte queue. Le dessus est marron avec une ligne submarginale de quelques points blancs.

## Biologie

### Plantes hôtes
La plante hôte de sa chenille est Prestoea acuminata.

## Écologie et distribution
Antirrheaen  geryon est présent en Colombie et en Équateur.

### Biotope
Il réside dans les montagnes en Colombie.

### Protection
Pas de statut de protection particulier